# City Crisis
City Crisis (シティ クライシス Shiti Kuraishisu?) es una simulación de helicóptero desarrollada por Syscom Entertainment y publicada por Take-Two Interactive para PlayStation 2.

## Jugabilidad
El papel del jugador en el juego es el de piloto de helicóptero de rescate. El objetivo del juego es salvar a los civiles de los incendios que surgen en la ciudad. El jugador también debe apagar los incendios utilizando agua que se arroja desde el helicóptero. Cada misión tiene un límite de tiempo, pero cuanto más rápido el jugador salve personas y apague incendios, más tiempo tendrá para completar la siguiente parte de la misión. El juego también presenta misiones en las que un criminal conduce por la ciudad y el jugador debe usar su reflector para ayudar a la policía a localizarlo y detenerlo.

## Recepción
| Recepción |              |
| --- | ------------ |
| Puntuaciones de reseñas Evaluador Calificación Metacritic 63/100 [ 1 ] Puntuaciones de críticas Publicación Calificación AllGame [ 2 ] Edge 5/10 [ 3 ] Electronic Gaming Monthly 6.5/10 [ 4 ] Eurogamer 4/10 [ 5 ] Famitsu 30/40 [ 6 ] Game Informer 7/10 [ 7 ] GamePro [ 8 ] Game Revolution D+ [ 9 ] GameSpot 6.3/10 [ 10 ] GameSpy 55% [ 11 ] GameZone 7.8/10 [ 12 ] IGN 4.8/10 [ 13 ] Official PlayStation Magazine (EEUU) [ 14 ] |              |
| Puntuaciones de reseñas |              |
| Evaluador | Calificación |
| Metacritic | 63/100       |
| Puntuaciones de críticas |              |
| Publicación | Calificación |
| AllGame | [ 2 ]        |
| Edge | 5/10         |
| Electronic Gaming Monthly | 6.5/10       |
| Eurogamer | 4/10         |
| Famitsu | 30/40        |
| Game Informer | 7/10         |
| GamePro | [ 8 ]        |
| Game Revolution | D+           |
| GameSpot | 6.3/10       |
| GameSpy | 55%          |
| GameZone | 7.8/10       |
| IGN | 4.8/10       |
| Official PlayStation Magazine (EEUU) | [ 14 ]       |

El juego recibió críticas "mixtas" según el sitio web agregación de reseñas Metacritic. Scott Steinberg de NextGen lo llamó "Un simulador de vuelo para jugadores poseedores de un gran corazón y una gran coordinación ojo-mano". En Japón, Famitsu le dio una puntuación de 30 sobre 40.